# Robin Reed
Robin Reed (n. 20 octombrie 1899, Pettigrew⁠(d), Comitatul Madison, Arkansas, Arkansas, SUA – d. 20 decembrie 1978, Salem, Oregon, SUA) a fost un luptător ce a reprezentat Statele Unite ale Americii, medaliat olimpic. A participat la o ediție a Jocurilor Olimpice (1924) în care a câștigat o medalie de aur.

## Participări
Lista de mai jos prezintă principalele competiții la care a participat Robin Reed de-a lungul carierei.
- wrestling at the 1924 Summer Olympics – men's freestyle featherweight[*]